# Holdinghausen (Adelsgeschlecht)

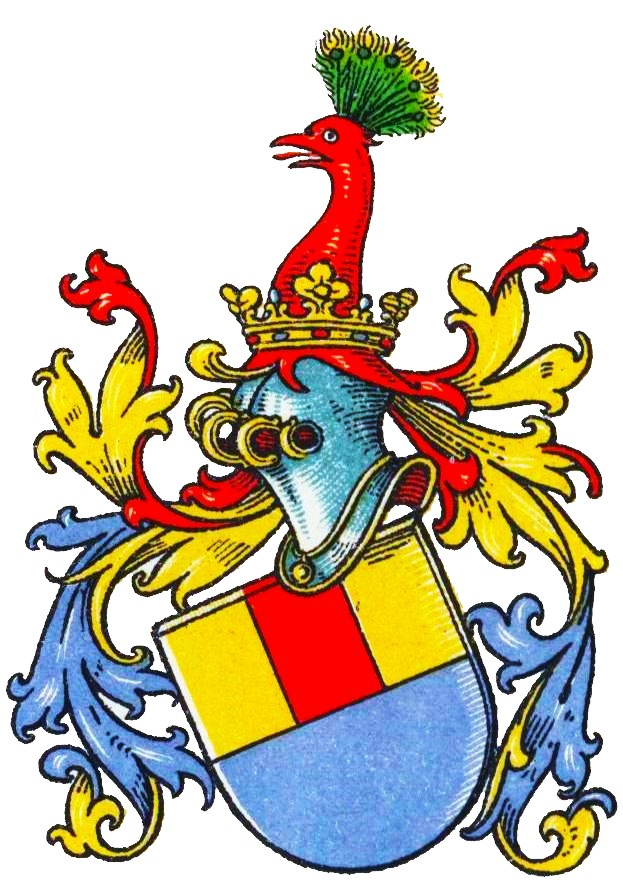
Wappen derer von Hoeldinghausen im Wappenbuch des Westfälischen Adels

Holdinghausen (auch Hoeldinghausen, Höldinghausen, Holdingshausen o. ä.) ist der Name eines erloschenen nassauisch-westfälischen Adelsgeschlechts.

## Geschichte
Das Geschlecht stammt aus Burgholdinghausen im Siegischen. Die Stammreihe beginnt um 1400. Anfang des 16. Jahrhunderts war Johann von Holdinghausen, Herr zu Holdinghausen, mit Margarethe von Albrechtenrath verheiratet. 1551–1655 besaß das Geschlecht den Burgsitz Niederhattert und bis 1665 den Rittersitz Lützelau, beide Amt Hachenburg.  

### Linie zu Holdinghausen
Ihr ältester Sohn Henrich von Holdinghausen († 1579), Herr zu Holdinghausen, war Amtmann zu Siegen und Nassau. In erster Ehe war er verheiratet mit Maria von Plettenberg zu Berge, in zweiter Ehe mit Magdalena von Reiffenberg, die kinderlos verstarb. Ein zweiter Sohn war Friedrich von Holdinghausen († 1584), 1567 Domherr zu Mainz, Worms und Speyer und königlicher Kammergerichts-Assessor. Aus Henrichs erster Ehe stammte Philipp Albrecht von Holdinghausen († 1601), Herr von Holdinghausen, der den Stamm fortsetzte. Er war mit einer von Meschede zu Alme verheiratet und hatte mindestens drei Kinder:
- Johann Georg Albert von Holdinghausen, Herr zu Holdinghausen, verheiratet mit Catharina Elisabeth Agnes von Rüspe zu Brünninghausen
- Johann Henrich von Holdinghausen, Domherr zu Speyer
- Anna Elisabeth von Holdinghausen, verheiratet mit Cuno von Reiffenberg

Die Eheleute Johann Georg Albert und Catharina Elisabeth Agnes hatten mindestens drei Kinder, u. a. Johann Diederich von Holdinghausen († 1684), Herr von Holdinghausen, verheiratet mit Maria Elisabeth von Metternich zu Broel, und Johanna Maria von Holdinghausen, Äbtissin zu Keppel. Die Eheleute Johann Diederich und Maria Elisabeth hatten zwei Töchter, so dass Holdinghausen durch die Ehe von Tochter Maria Rosina von Holdinghausen mit Johann Philipp Diederich von der Hees an die von der Hees fiel.

### Linie zu Lützelau und Bruchmühlen
Der dritte Sohn von Johann von Holdinghausen und Margarethe von Albrechtenrath, Bertram von Holdinghausen, war mit Agnes von Halle verheiratet. Ihr Sohn Evert von Holdinghausen ehelichte Diana von Kellenbach und bekam einen Sohn, Daniel von Holdinghausen, der Elisabeth von Hatzfeld zu Schönstein heiratete. Deren Sohn Wilhelm Gottfried von Holdinghausen war Herr zu Lützelau und Amtmann zu Hachenberg. Wilhelm Gottfried war in erster Ehe mit Maria Gertrud von Breidbach und in zweiter Ehe mit Maria Dorothea von Kettich zu Bassenheim verheiratet. Wilhelm Gottfried von Holdinghausen hatte sieben Kinder:
- Johann Jacob von Holdinghausen, starb in kaiserlich-königlichen Diensten
- Friedrich Schweickhard von Holdinghausen, Stiftsherr zu Siegburg
- Philipp Christian von Holdinghausen, starb jung
- Damian von Holdinghausen († 1698), war durch seine Gemahlin Maria Sidonia von Ledebur Miterbe von Burg Bruchmühlen in der Grafschaft Ravensberg[3]
- Anna Maria Elisabeth von Holdinghausen, Priorin zu Stuben
- Maria Ursula von Holdinghausen, Meisterin zu Marienroth
- Anna Catharina von Holdinghausen

Der Letzte der Familie war Ferdinand Johann von Holdinghausen († 1726), ältester Sohn den o. g. Damian von Holdinghausen. Ferdinand Johann war 1712 zu Mülheim als Deutsch-Orden-Ritter aufgeschworen worden. Weitere Söhne und Töchter von Damian von Holdinghausen waren: Friedrich Wilhelm, Domherr zu Halberstadt, Kammerherr des Bischofs; Conrad Engelbert, starb jung; Georg Moritz; Franz Ferdinand, geistlich; Moritz; Georg; Otilia Agatha, Stiftsdame zu Meteln; Antoinette, Stiftsdame im Münsterischen; N.N., Stiftsdame zu Schildesche im Ravensbergischen; Juliane Catharina; Magdalena Lucia Friderica.

## Persönlichkeiten
- Ferdinand Johann von Holdinghausen († 1726), Ritter im Deutschen Orden
- Gottfried von Holdinghausen († 1562), Trappierer der Landkommende Marburg des Deutschen Ordens
- Johanna Maria von Holdinghausen (17. Jahrhundert), Äbtissin des freiweltlichen Damenstifts Keppel, siehe Stift Keppel
- Katharina von Holdinghausen (15. Jahrhundert), Äbtissin des Prämonstratenserinnen-Klosters Keppel
- Philipp von Holdinghausen (16. Jahrhundert), Landfaut am Bruhrain von 1595 bis 1599
- Wilhelm von Holdinghausen (16. Jahrhundert), Ritter im Deutschen Orden

## Wappen

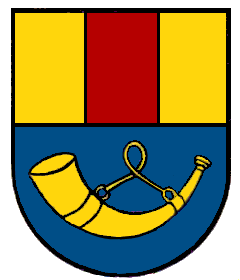
Wappen von Burgholdinghausen

Blasonierung: Von Gold und Blau geteilt, oben ein roter Pfahl. Auf dem gekrönten Helm mit blau-rot-goldenen Helmdecken ein roter, mit fünf grünen Federn besteckter Pfauenkopf mit Hals.
Spießens Darstellung der Helmzier ist wohl nicht korrekt, da andere Quellen einmütig von einem Drachenkopf sprechen.